# سایوز تی‌ام‌ای-۱۶
سایوز-تی‌ام‌ای-۱۶ (به روسی: Союз )(به معنای اتحاد) یک مأموریت سرنشین دار سازمان ملی فضانوردی روسیه به سمت ایستگاه فضایی بین‌المللی محسوب می‌شود.

همچنین فضاپیمای این مأموریت وظیفه ارسال و بازگرداندن تعدادی از فضانوردان گروه اعزامی ۲۱ و گروه اعزامی ۲۲ را نیز بر عهده داشت. گی لالیبرته برای قرار گرفتن در این مأموریت حدود ۳۵ میلیون دلار آمریکا پرداخت کرده بود. با بازنشسته شدن شاتل‌های فضایی و اختصاص یافتن فضاپیماهای سایوز به اعزام گروه‌های اعزامی، تا مدتی این مأموریت آخرین پرواز یک گردشگر فضایی به حساب می‌آید.

## خدمه مأموریت
| شماره | نام           | ملیت                | تعداد پرواز | نقش عملیاتی  | تصویر |
| ۱     | ماکسیم سورایف | روسیه               | ۱           | فرمانده      |       |
| ۲     | جفری ویلیامز  | ایالات متحده آمریکا | ۳           | مهندس پرواز  |       |
| ۳     | گی لالیبرته   | کانادا              | ۱           | گردشگر فضایی |       |

## نگارخانه

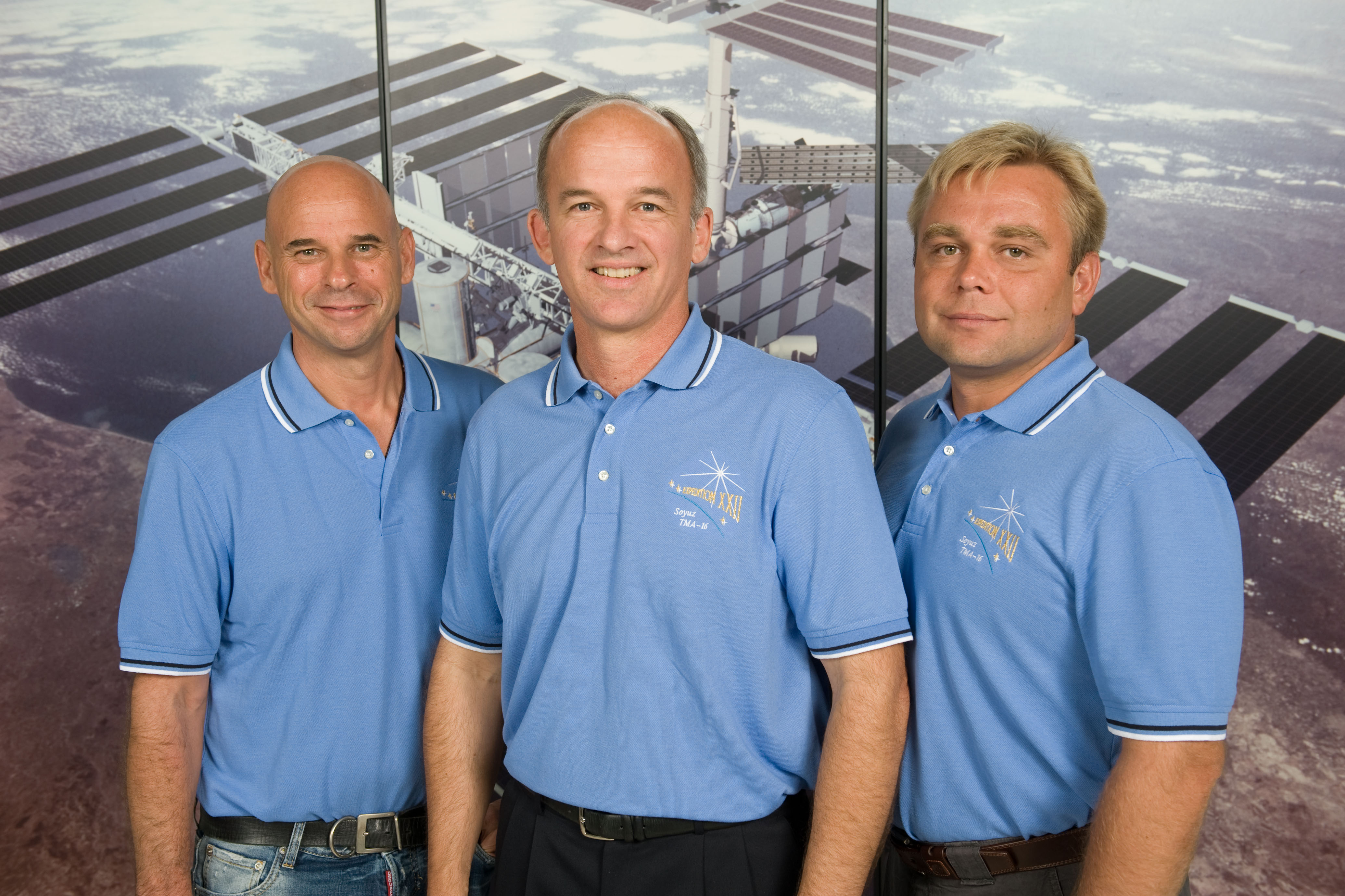
فضانوردان تی‌ام‌ای-۱۶
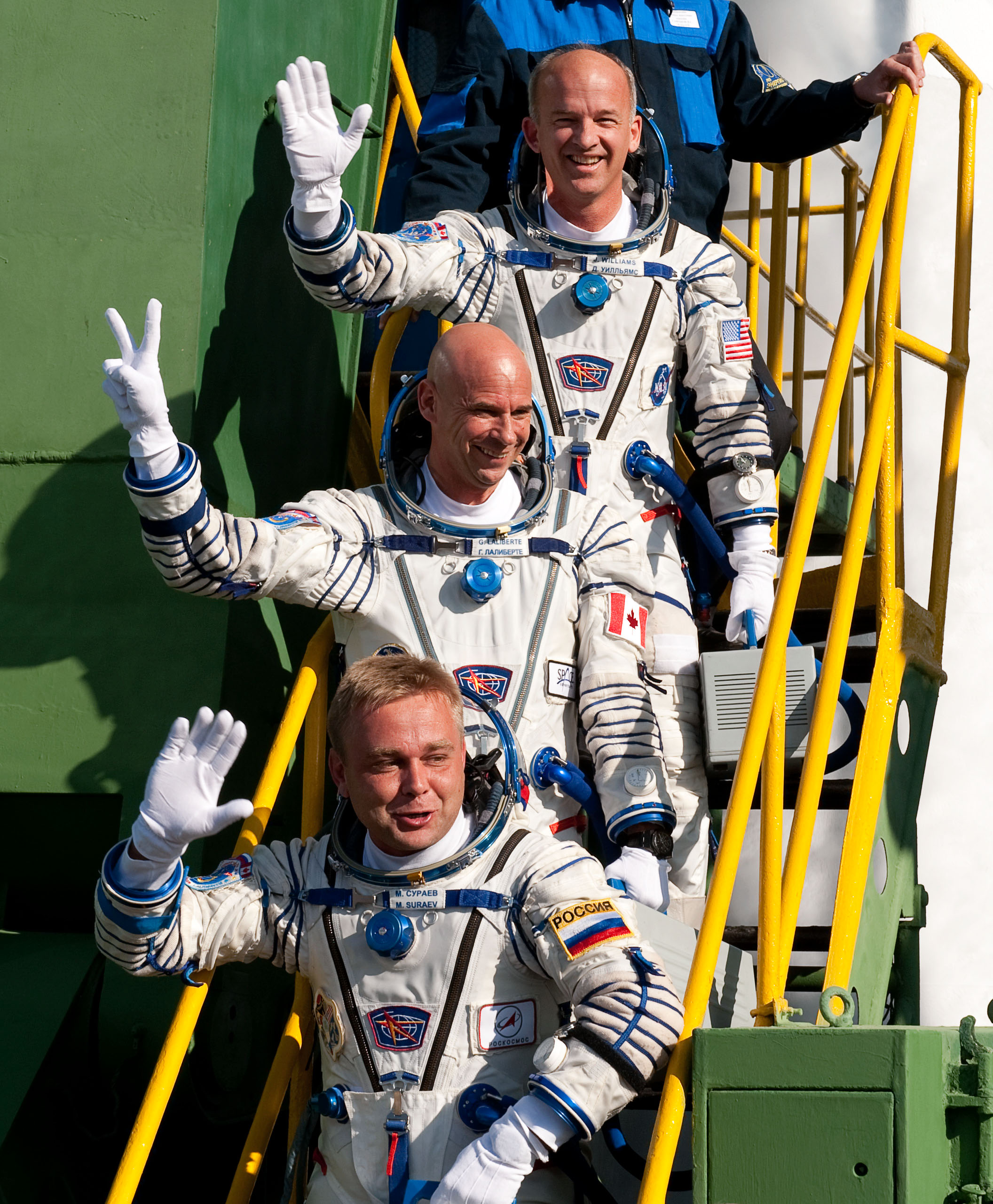
پیش یه سوی پرتاب
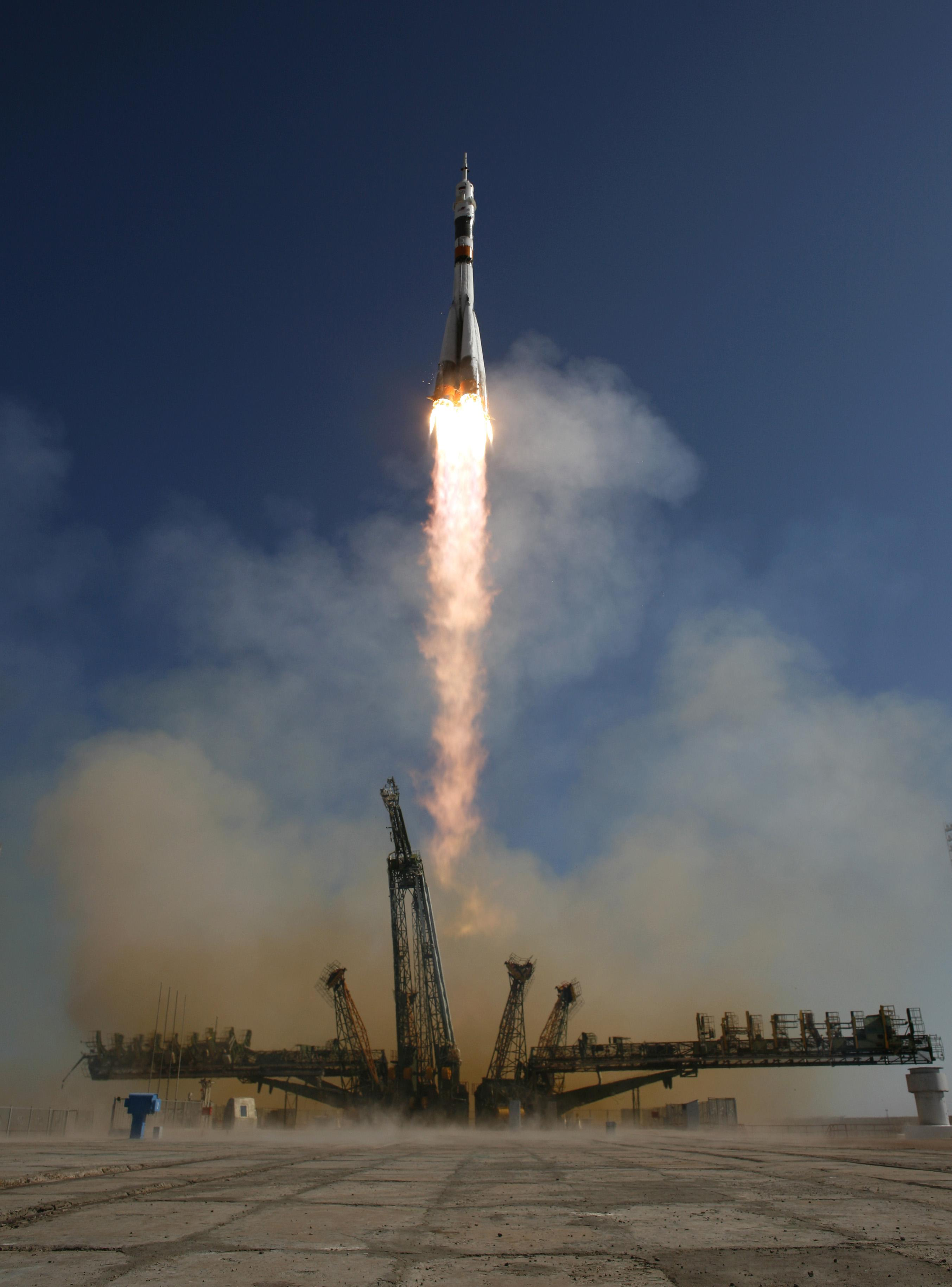
پرتاب تی‌ام‌ای-۱۶
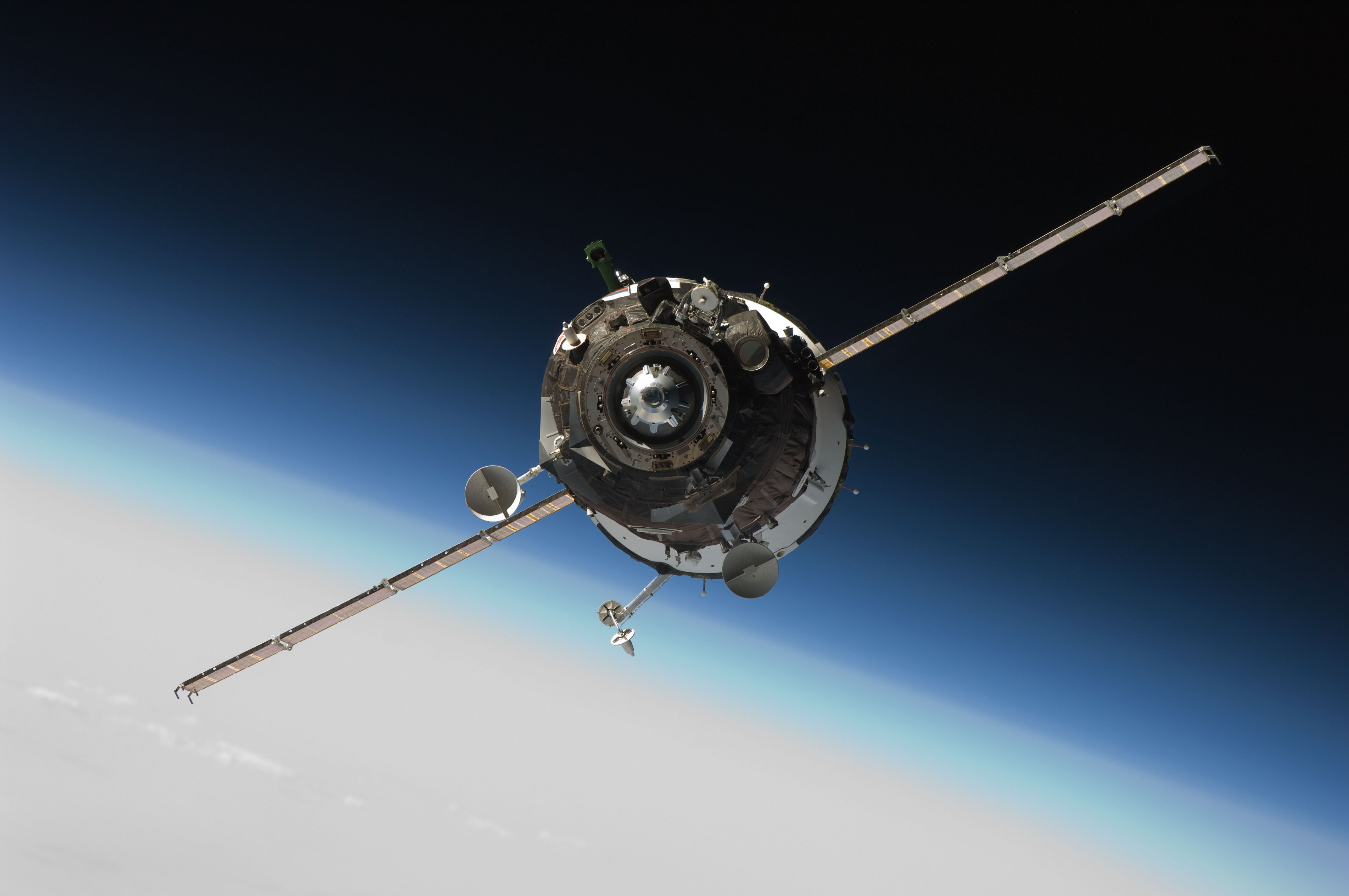
تی‌ام‌ای-۱۶ به ایستگاه نزدیک می‌شود
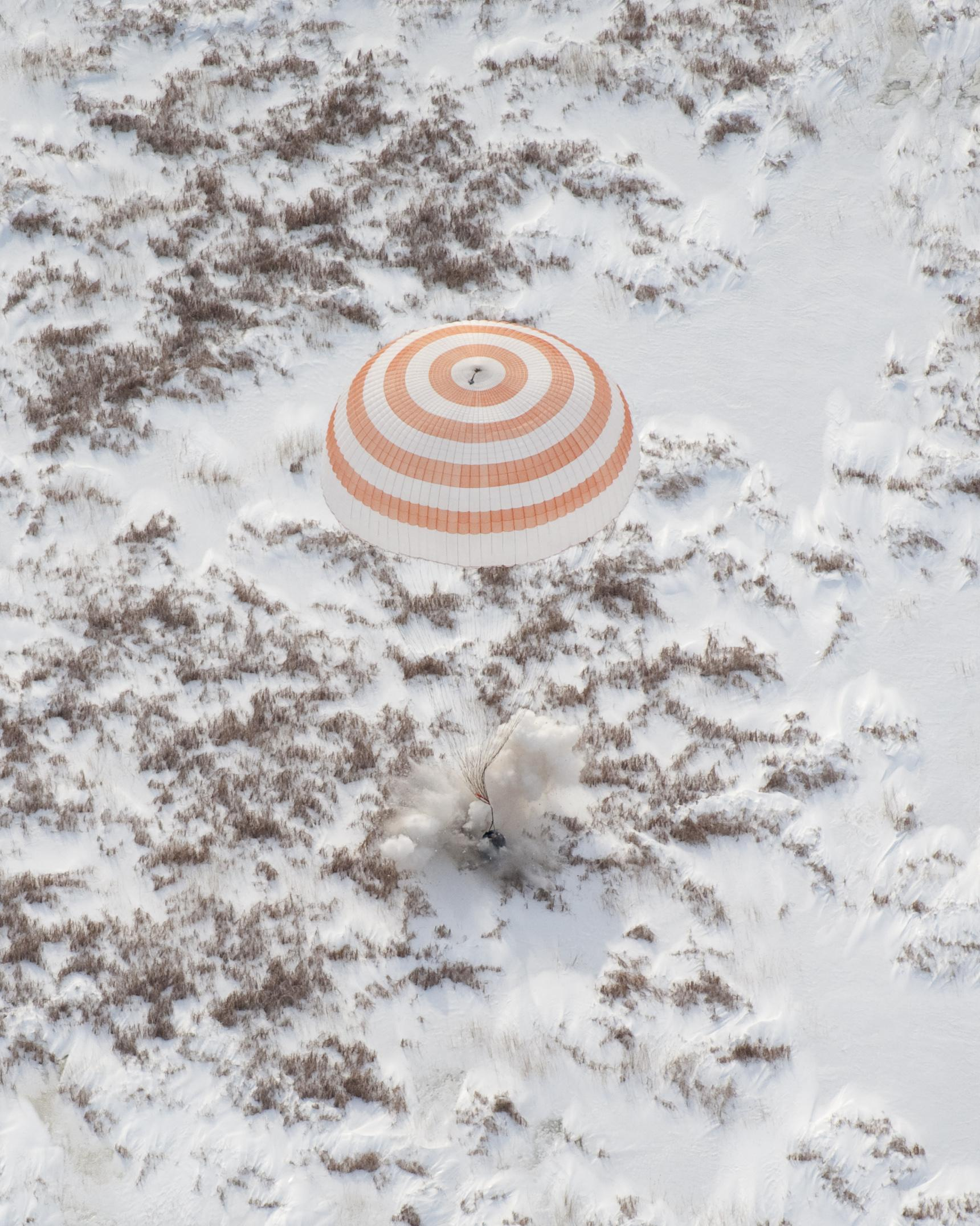
فرود تی‌ام‌ای-۱۶